# S/S Provence II
SS Provence II, egentligen S/S La Provence var från början en fransk oceanångare. Fartyget ägdes av Compagnie Générale Transatlantique S.A. och gick i linjetrafik mellan Le Havre i Frankrike och New York i USA. Under första världskriget byggdes fartyget om till hjälpfartyg och döptes då om till Provence II. Fartyget förliste 1916 på Medelhavet efter en torpedattack och många omkom.

## Om fartyget
Byggandet av La Provence påbörjades 1904 på varvet Chantiers & Ateliers de St Nazaire i Saint-Nazaire och sjösattes den 21 mars 1905 i Saint-Nazaire. Fartyget kom att ha åtta däck, två master och två skorstenar och drivas av två ångmaskiner. Fartyget var cirka 183 meter lång och cirka 20 meter bred med ett tonnage på cirka 13 753 ton och presterade 21 knop.
Fartyget hade kapacitet för cirka 1 960 passagerare fördelad på cirka 422 i "Första klass", cirka 432 i "Andra klass" och cirka 808 i "Tredje klass". Den 21 april påbörjades jungfrufärden från Le Havre över Atlanten till New York. De följande åren färdades fartyget samma rutt och den sista turen påbörjades den 6 juni 1914. Därefter byggdes fartyget om till ett beväpnad trupptransportfartyg och fick namnet Provence II.

## Förlisningen

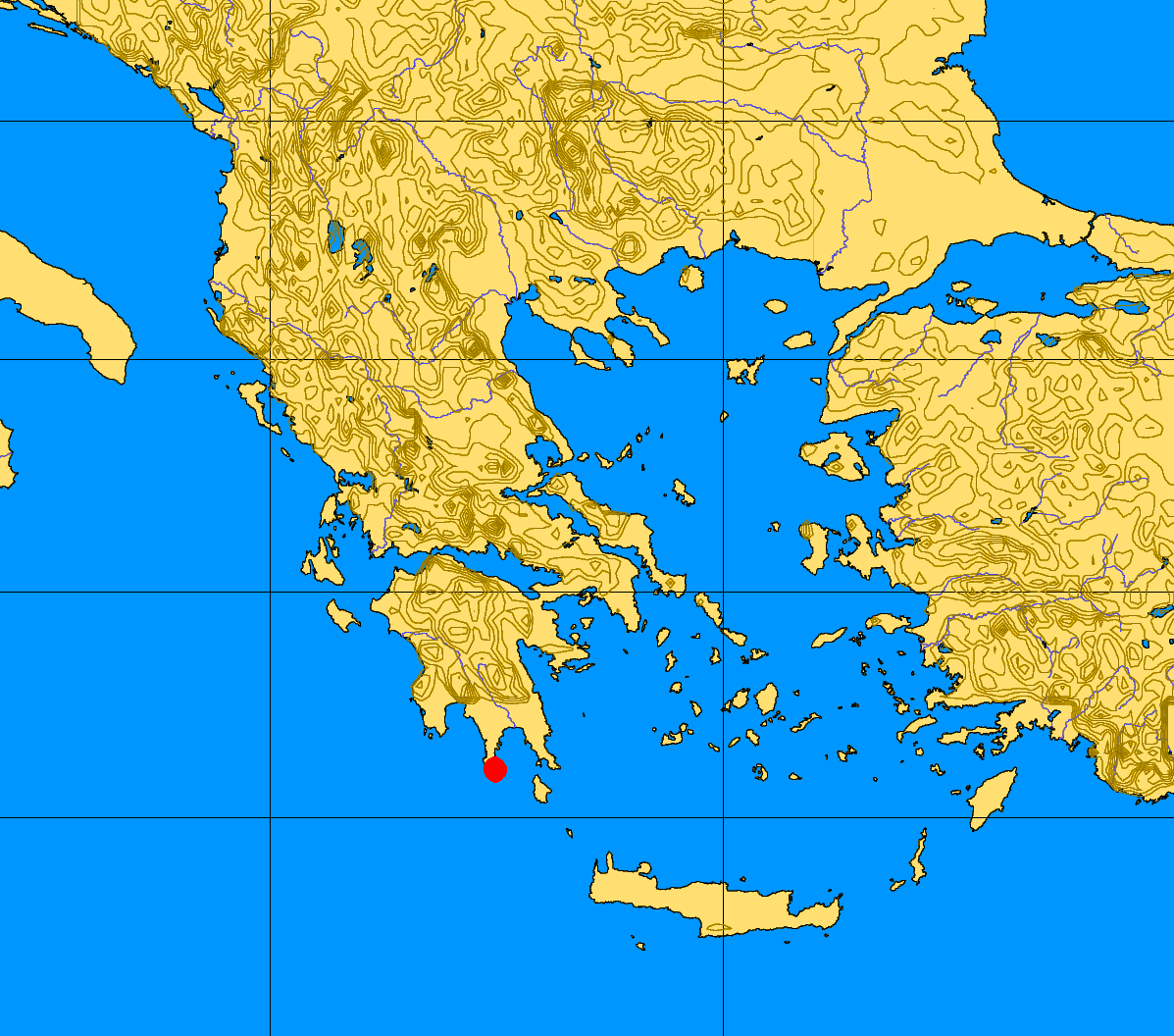
Platsen för förlisningen

Provence II genomförde därefter en rad truppförflyttningar. Den 26 februari 1916 under en trupptransport över Medelhavet från Nordafrika till Thessaloniki träffades fartyget väster om Kytheraön och söder om Matapanudden av en torped från den kejsartyska ubåten U 35. Fartyget sjönk snabbt och endast få livbåtar hann sjösättas. 742 personer kunde räddas medan ett tusental omkom. Exakt antal döda är inte känt. 